# Dąbrowa Mszadelska
Dąbrowa Mszadelska – wieś w Polsce położona w województwie łódzkim, w powiecie brzezińskim, w gminie Dmosin.
W latach 1975–1998 miejscowość administracyjnie należała do województwa skierniewickiego.

## Zabytki
Według rejestru zabytków Narodowego Instytutu Dziedzictwa na listę zabytków wpisany jest obiekt:
- mogiła zbiorowa ludności cywilnej z II wojny światowej, nr rej.: 984/A z 17.11.1994